# Mary Steenburgen
Mary Nell Steenburgen (Newport, 8 de febrero de 1953) es una actriz estadounidense, ganadora del Premio Óscar a la mejor actriz de reparto en 1980 por su papel en la película Melvin y Howard. También es reconocida por su participación en filmes de éxito como Back to the Future Part III y Philadelphia.

## Biografía
Steenburgen nació en Newport, Arkansas, ciudad que abandonó para trasladarse a Nueva York donde tomó clases de interpretación en 1972.
En 1978 Jack Nicholson le ofreció un papel en Camino al sur, su debut como realizador y que le supuso a Mary una candidatura a los Globos de Oro a raíz de la cual se disparó su carrera. Sólo dos años después su interpretación de Linda Duman en Melvin y Howard, fue recompensada con el Óscar a la mejor actriz de reparto. Mary transmitía una imagen de cierta accesibilidad tanto afectiva como sexual cara al público, dando el tipo de treintañera con ganas de asentar su vida, pero a su vez con cierta capacidad para cuestionar su propio statu quo y tomar decisiones al respecto. En su vida privada ella se acababa de casar con el actor Malcolm McDowell, de quien esperaba su primera hija: Lily, quien nació en 1981.
Ese año Mary rodó Ragtime, bajo las órdenes de Miloš Forman, en la que interpretó a una mujer plácidamente acomodada que acogía en su casa a una mujer negra embarazada y cuya muerte a cargo de la policía le causaría tal convulsión que acabaría abandonando a su marido por un realizador de cine.
Al año siguiente Mary Steenburgen se sumó al elenco de La comedia sexual de una noche de verano (1982), en la que Woody Allen le ofreció el papel de Adrian, una mujer que padece una creciente frigidez a causa de haber ocultado a su marido una infidelidad que le causaba fuertes remordimientos.
En 1983 nació su segundo hijo Charles. De esta manera en pleno éxito, Mary se alejó de la gran pantalla para cuidar de sus retoños y a la que no volvería hasta 1990, año en el que se divorció de Malcolm. Para entonces empezaba a dar la imagen de mujer madura ya ligeramente desencantada de la vida, más o menos independiente. En pleno proceso de separación, estrenó ¡Dulce hogar... a veces!, donde encarnó a una mujer que para revitalizar su matrimonio estaba dispuesta a cualquier cosa... incluso a tener más hijos y por qué no dedicarle una felación a su marido en un coche con consecuencias un poco funestas.
Poco tiempo después se la empezó a ver con relativa mayor frecuencia en películas como Back to the Future Part III o Philadelphia, en la que interpretó a una implacable abogada que defendía a un bufete homófobo que había despedido a uno de sus letrados por contraer sida. La película suponía su reencuentro con Jonathan Demme, el mismo realizador que la había catapultado hacia la fama con Melvin y Howard.
En 1993 Lasse Hallström le ofreció una de sus mejores oportunidades en ¿A quién ama Gilbert Grape?, en la que se puso en la piel de Betty Carver, una cuarentona hastiada de su mediocre vida y de su matrimonio y que mantenía una relación sexual con un joven de un pueblo llamado Endora, al cual había atrapado al asegurarse que nunca abandonaría tal triste lugar al tener las manos atadas por una madre cuyo sobrepeso la hacía permanecer anclada en un sofá y un hermano menor deficiente, Arnie (Leonardo DiCaprio).
En 1995 rodó tres películas. En la primera, Powder, defendía a un muchacho con poderes de una comunidad cruel. En la segunda, El arpa de hierba, se encargaba de dar vida a la Hermana Ida, una predicadora que vivía con sus hijos y que defendía la tolerancia y la libertad en una comunidad opulenta. En Nixon, Mary se puso en la piel de Hannah Nixon, una mujer enferma cuyo recuerdo traumatizaría a su hijo Richard.
Ese año Mary se casó con Ted Danson, al que conoció en la filmación de la película para televisión Los viajes de Gulliver, en la que interpretó a la sufrida mujer del susodicho Gulliver, condenada a cuidar de los hijos mientras su marido realizaba fantásticos viajes.
Con ese papel se abría de alguna manera una nueva etapa en la carrera de la actriz que alternó personajes similares a la Betty Carver de la cinta de Lasse Hallström con la de madres comprensivas y cariñosas. Entre las primeras destaca Colleen de La casa de mi vida, en la que repetía el rol de divorciada cuya vida sexual dependía de un adolescente.
Entre las segundas figuran tres trabajos con derecho propio, dos de ellos bajo las órdenes de John Sayles, quien la dirigió en La tierra prometida —en la que dio algo de dignidad a una mujer que falseaba la historia local en pro de una masificación cultural y la aprobación de un plan urbanístico— y Casa de los Baby, donde encarnó a una ex-alcohólica dispuesta a adoptar un niño en Latinoamérica, a pesar de un sistema plenamente corrupto interesado en explotar a los extranjeros que venían al lugar con esas intenciones y extraerle todo el dinero posible en hoteles de lujo y restaurantes. Rita Moreno, Marcia Gay Harden, Maggie Gyllenhaal y Daryl Hannah fueron sus compañeras de reparto.
El tercero de dichos trabajos lo llevó a cabo en la serie Joan de Arcadia, en la que interpretó a Helen Gerardi, la mujer del jefe de policía del pueblo, profesora de arte y preocupada por sacar adelante a un hijo paralítico (Jason Ritter). La serie ofreció una imagen serena de una actriz que había alcanzado la madurez, mostrándose comprensiva, luchadora, paciente, dispuesta a darlo todo por la familia.
En 2007 interpretó a la directora de una emisora de radio neoyorquina en La extraña que hay en ti, y que se convertía en testigo de la transformación de Erica (Jodie Foster) después de haber recibido una paliza.
En 2008 participó en la comedia navideña Four Christmases protagonizada por Reese Witherspoon y Vince Vaughn que fue un gran éxito de taquilla en EE. UU.
En 2009 estrenó la comedia romántica The Proposal protagonizada por Sandra Bullock y Ryan Reynolds, interpretando a la madre de este último. Se estrenó el 9 de julio de 2009. Ese mismo año toma parte en The Electric Mist, dirigida por Bertrand Tavernier.
En 2010 participó en otra comedia romántica Did You Hear About the Morgans? que fue protagonizada por Hugh Grant y Sarah Jessica Parker. Se estrenó el 8 de enero de 2010 con no muy buenas críticas. Finalmente consiguió recaudar 74 millones de dólares en todo el mundo superando su presupuesto (58 millones de dólares).

## Filmografía

### Cine
| Año  | Título                                                                          | Personaje                            | Notas      |
| ---- | ------------------------------------------------------------------------------- | ------------------------------------ | ---------- |
| 1979 | Goin' South (Camino al sur [Esp])                                               | Julia Tate Moon                      |            |
| 1979 | Time After Time                                                                 | Amy                                  |            |
| 1980 | Melvin and Howard (Melvin y Howard [Esp])                                       | Lynda West Dummar                    |            |
| 1981 | Ragtime                                                                         | Madre                                |            |
| 1982 | A Midsummer Night's Sex Comedy (La comedia sexual de una noche de verano [Esp]) | Adrian                               |            |
| 1983 | Cross Creek                                                                     | Marjorie Kinnan Rawlings             |            |
| 1983 | Romantic Comedy                                                                 | Phoebe Craddock                      |            |
| 1985 | One Magic Christmas                                                             | Ginny Grainger                       |            |
| 1987 | Dead of Winter                                                                  | Julie Rose / Katie McGovern / Evelyn |            |
| 1987 | The Whales of August (Las ballenas de agosto [Esp])                             | Joven Sarah                          |            |
| 1987 | End of the Line                                                                 | Rose Pickett                         |            |
| 1989 | Miss Firecracker                                                                | Elaine Rutledge                      |            |
| 1989 | Parenthood (¡Dulce hogar... a veces! [Esp])                                     | Karen Buckman                        |            |
| 1990 | Back to the Future Part III                                                     | Clara Clayton                        |            |
| 1990 | The Long Walk Home                                                              | Narrador                             | Voz        |
| 1991 | The Butcher's Wife (Una bruja en Nueva York [Esp])                              | Stella Keefover                      |            |
| 1993 | What's Eating Gilbert Grape (¿A quién ama Gilbert Grape? [Esp])                 | Betty Carver                         |            |
| 1993 | Philadelphia                                                                    | Belinda Conine                       |            |
| 1994 | Clifford                                                                        | Sarah Davis Daniels                  |            |
| 1994 | Pontiac Moon                                                                    | Katherine Bellamy                    |            |
| 1994 | It Runs in the Family                                                           | Sra. Parker (madre)                  |            |
| 1995 | My Family                                                                       | Gloria                               |            |
| 1995 | The Grass Harp (El arpa de hierba [Esp])                                        | Hermana Ida                          |            |
| 1995 | Powder                                                                          | Jessie Caldwell                      |            |
| 1995 | Nixon                                                                           | Hannah Milhous Nixon                 |            |
| 1999 | El arca de Noé                                                                  |                                      |            |
| 2001 | Nobody's Baby                                                                   | Estelle                              |            |
| 2001 | The Trumpet of the Swan                                                         | Madre                                | Voz        |
| 2001 | Life as a House (La casa de mi vida [Esp])                                      | Colleen Beck                         |            |
| 2001 | I Am Sam                                                                        | Dr. Blake                            |            |
| 2002 | Sunshine State (La tierra prometida [Esp])                                      | Francine Pinkney                     |            |
| 2002 | Wish You Were Dead                                                              | Sally Rider                          |            |
| 2002 | Viviendo con los Muertos                                                        |                                      |            |
| 2003 | Hope Springs                                                                    | Joanie Fisher                        |            |
| 2003 | Casa de los Baby                                                                | Gayle                                |            |
| 2003 | Elf                                                                             | Emily Hobbs                          |            |
| 2005 | Marilyn Hotchkiss' Ballroom Dancing & Charm School                              | Marienne Hotchkiss                   |            |
| 2006 | The Dead Girl                                                                   | Madre de Leah                        |            |
| 2006 | Inland Empire                                                                   | Visitador #2                         |            |
| 2007 | Elvis and Anabelle                                                              | Geneva                               |            |
| 2007 | Nobel Son                                                                       | Sarah Michaelson                     |            |
| 2007 | Numb                                                                            | Dr. Blaine                           |            |
| 2007 | The Brave One (La extraña que hay en ti [Esp])                                  | Carol                                |            |
| 2008 | Step Brothers                                                                   | Nancy Huff                           |            |
| 2008 | Four Christmases                                                                | Marilyn                              |            |
| 2009 | American Outrage                                                                | Narrador                             | Documental |
| 2009 | In the Electric Mist                                                            | Bootsie Robicheaux                   |            |
| 2009 | The Proposal                                                                    | Grace Paxton                         |            |
| 2009 | The Open Road                                                                   | Katherine                            |            |
| 2010 | Did You Hear About the Morgans?                                                 | Emma Wheeler                         |            |
| 2010 | Dirty Girl                                                                      | Peggy                                |            |
| 2011 | Keepin' It Real Estate                                                          | Claire                               | Corto      |
| 2011 | The Help                                                                        | Elaine Stein                         |            |
| 2011 | Fight for Your Right Revisited                                                  |                                      |            |
| 2012 | Mrs. Pilgrim Goes to Hollywood                                                  | Mary                                 |            |
| 2013 | Last Vegas                                                                      | Diana                                |            |
| 2013 | Brahmin Bulls                                                                   | Helen West                           |            |
| 2013 | The Tale of the Princess Kaguya (El cuento de la princesa Kaguya [Esp])         | Esposa del cortador de bambú         | Voz        |
| 2013 | La Trama                                                                        |                                      |            |
| 2014 | Song One                                                                        | Karen                                |            |
| 2015 | A Walk in the Woods                                                             | Jeannie                              |            |
| 2016 | The Book of Love (El libro del amor [Esp])                                      | Julia                                |            |
| 2016 | Dean                                                                            | Carol                                |            |
| 2016 | Katie Says Goodbye                                                              | Maybelle                             |            |
| 2017 | The Discovery                                                                   | Entrevistador                        |            |
| 2017 | I Do... Until I Don't                                                           | Cybil Burger                         |            |
| 2018 | Book Club                                                                       | Carol                                |            |
| 2018 | Antiquities                                                                     | Dr. Margot                           |            |
| 2019 | Flannery                                                                        | Narrador                             |            |
| 2020 | Happiest Season                                                                 | Tipper Caldwell                      |            |
| 2021 | El callejón de las almas perdidas                                               | Señorita Harrington                  |            |
| 2023 | Book Club: The Next Chapter                                                     | Carol                                |            |

### Televisión
| Año          | Título                                            | Personaje                      | Notas                                                        |
| ------------ | ------------------------------------------------- | ------------------------------ | ------------------------------------------------------------ |
| 1983         | Faerie Tale Theatre                               | Mary / Pequeña caperucita roja | Episodio: "Little Red Riding Hood"                           |
| 1985         | Tender Is the Night                               | Conductor de Nicole Warren     | Miniserie                                                    |
| 1988         | The Attic: The Hiding of Anne Frank               | Miep Gies                      | Película de televisión                                       |
| 1991–92      | Back to the Future                                | Clara Clayton                  | Voz. Personaje principal                                     |
| 1994         | The Gift                                          | Catherine                      | Corto                                                        |
| 1995         | Frasier                                           | Marjorie                       | Voz. Episodio: "Retirement Is Murder"                        |
| 1996         | Gulliver's Travels (Los viajes de Gulliver [Esp]) | Mary Gulliver                  | Miniserie                                                    |
| 1996–1997    | Ink                                               | Kate Montgomery                | Personaje principal                                          |
| 1998         | About Sarah                                       | Sarah Elizabeth McCaffrey      | Película de televisión                                       |
| 1999         | Noah's Ark                                        | Naamah                         | Película de televisión                                       |
| 2000         | Picnic                                            | Rosemary Sydney                | Película de televisión                                       |
| 2000–2017    | Curb Your Enthusiasm                              | Mary Steenburgen               | 6 Episodios                                                  |
| 2002         | Living with the Dead                              | Det. Karen Condrin             | Película de televisión                                       |
| 2002         | Law & Order: Special Victims Unit                 | Grace Rinato                   | Episodio: "Denial"                                           |
| 2003–2005    | Joan of Arcadia (Joan de Arcadia [Esp])           | Helen Girardi                  | Personaje principal                                          |
| 2004         | Becker                                            | Paciente                       | Episodio: "DNR"                                              |
| 2004         | It Must Be Love                                   | Clem Gazelle                   | Película de televisión                                       |
| 2004         | Capital City                                      | Elaine Summer                  | Película de televisión                                       |
| 2007         | Reinventing the Wheelers                          | Claire Wheeler                 | Película de televisión                                       |
| 2009         | Happiness Isn't Everything                        | Audrey Veil                    | Película de televisión                                       |
| 2010         | Southern Discomfort                               |                                | Película de televisión                                       |
| 2011–2013    | Wilfred                                           | Catherine Newman               | 4 Episodios                                                  |
| 2011         | Robot Chicken                                     | Athena                         | Voz. Episodio: "The Core, the Thief, His Wife and Her Lover" |
| 2011         | Bored to Death                                    | Josephine                      | 4 Episodios                                                  |
| 2012         | 30 Rock                                           | Diana Jessup                   | 5 Episodios                                                  |
| 2012         | Outlaw Country                                    | Anastasia Lee                  | Película de televisión                                       |
| 2014–2015    | Justified                                         | Katherine Hale                 | Recurrente (T 5–6)                                           |
| 2015         | Togetherness                                      | Linda                          | 2 Episodios                                                  |
| 2015–2017    | Orange is the New Black                           | Delia Powell                   | 6 Episodios                                                  |
| 2015–2018    | The Last Man On Earth                             | Gail Klosterman                | Personaje principal                                          |
| 2015         | 7 Days in Hell                                    | Louisa Poole                   | Película de televisión                                       |
| 2015         | Turkey Hollow                                     | Aunt Cly                       | Película de televisión                                       |
| 2016         | Blunt Talk                                        | Margaret Rudolph               | 4 Episodios                                                  |
| 2017         | Finding Your Roots                                | Él mismo                       | Episodio: "Puritans and Pioneers"                            |
| 2018         | The Conners                                       | Marcy Bellinger                | Episodio: "Keep on Truckin'"                                 |
| 2019–present | Bless the Harts                                   | Crystalynn Poole               | Voz. Recurrente                                              |
| 2019         | On Becoming a God in Central Florida              | Ellen Joy Bonar                | 5 Episodios                                                  |
| 2020–present | Zoey's Extraordinary Playlist                     | Maggie Clarke                  | Personaje principal                                          |
| 2020         | Grace and Frankie                                 | Miriam                         | 2 Episodios                                                  |
| 2020         | The Good Place                                    | Music Teacher                  | Episodio: "Whenever You're Ready"                            |

## Premios y nominaciones
Premios Óscar
| Año  | Categoría               | Película        | Resultado |
| ---- | ----------------------- | --------------- | --------- |
| 1981 | Mejor actriz de reparto | Melvin y Howard | Ganadora  |

| Año  | Otorga                                  | Premio                                                                       | Trabajo                                      | Resultado |
| ---- | --------------------------------------- | ---------------------------------------------------------------------------- | -------------------------------------------- | --------- |
| 1978 | Golden Globe Awards                     | Nueva Estrella del Año – Actriz                                              | Goin' South                                  | Nominado  |
| 1979 | Saturn Awards                           | Mejor Actriz                                                                 | Time After Time                              | Ganó      |
| 1980 | Boston Society of Film Critics          | Mejor Actriz de soporte                                                      | Melvin and Howard                            | Ganó      |
| 1980 | Golden Globe Awards                     | Mejor Actriz de soporte – Película                                           | Melvin and Howard                            | Ganó      |
| 1980 | Los Angeles Film Critics Association    | Mejor Actriz de soporte                                                      | Melvin and Howard                            | Ganó      |
| 1980 | National Society of Film Critics Awards | Mejor Actriz de soporte                                                      | Melvin and Howard                            | Ganó      |
| 1980 | New York Film Critics Circle            | Mejor Actriz de soporte                                                      | Melvin and Howard                            | Ganó      |
| 1981 | Golden Globe Awards                     | Mejor Actriz de soporte – Película                                           | Ragtime                                      | Nominado  |
| 1985 | Genie Awards                            | Actriz en un personaje principal                                             | One Magic Christmas                          | Nominado  |
| 1985 | British Academy Television Awards       | Mejor Actriz                                                                 | Tender Is the Night                          | Nominado  |
| 1988 | Primetime Emmy Awards                   | Destacada Actriz principal – Miniserie o una Película                        | The Attic: The Hiding of Anne Frank          | Nominado  |
| 1989 | Chicago Film Critics Association        | Mejor Actriz de soporte                                                      | Miss Firecracker                             | Nominado  |
| 1990 | Saturn Awards                           | Mejor Actriz de soporte                                                      | Back to the Future Part III                  | Nominado  |
| 1995 | Screen Actors Guild                     | Destacado desempeño por un Reparto en una Película                           | Nixon                                        | Nominado  |
| 1998 | Screen Actors Guild                     | Destacado desempeño por una Actriz en una Miniserie o Película de Televisión | About Sarah                                  | Nominado  |
| 2004 | Satellite Awards                        | Mejor Actriz de soporte – Serie de Televisión                                | Joan of Arcadia                              | Ganó      |
| 2011 | Screen Actors Guild                     | Destacado desempeño por un Reparto en una película                           | The Help                                     | Ganó      |
| 2019 | Critics' Choice Movie Awards            | Mejor canción                                                                | Wild Rose por "Glasgow (No Place Like Home)" | Ganó      |
| 2019 | Hollywood Critics Association           | Mejor canción original                                                       | Wild Rose por "Glasgow (No Place Like Home)" | Ganó      |
| 2019 | Houston Film Critics Society            | Mejor canción original                                                       | Wild Rose por "Glasgow (No Place Like Home)" | Ganó      |